# Paraminabea acronocephala
Paraminabea acronocephala är en korallart som först beskrevs av Williams 1992.  Paraminabea acronocephala ingår i släktet Paraminabea och familjen Alcyonidae. Inga underarter finns listade i Catalogue of Life.